# Tectaria fimbriata
Tectaria fimbriata là một loài thực vật có mạch trong họ Dryopteridaceae. Loài này được (Willd.) Proctor & Lourteig miêu tả khoa học đầu tiên năm 1990.